# Tangentenvieleck

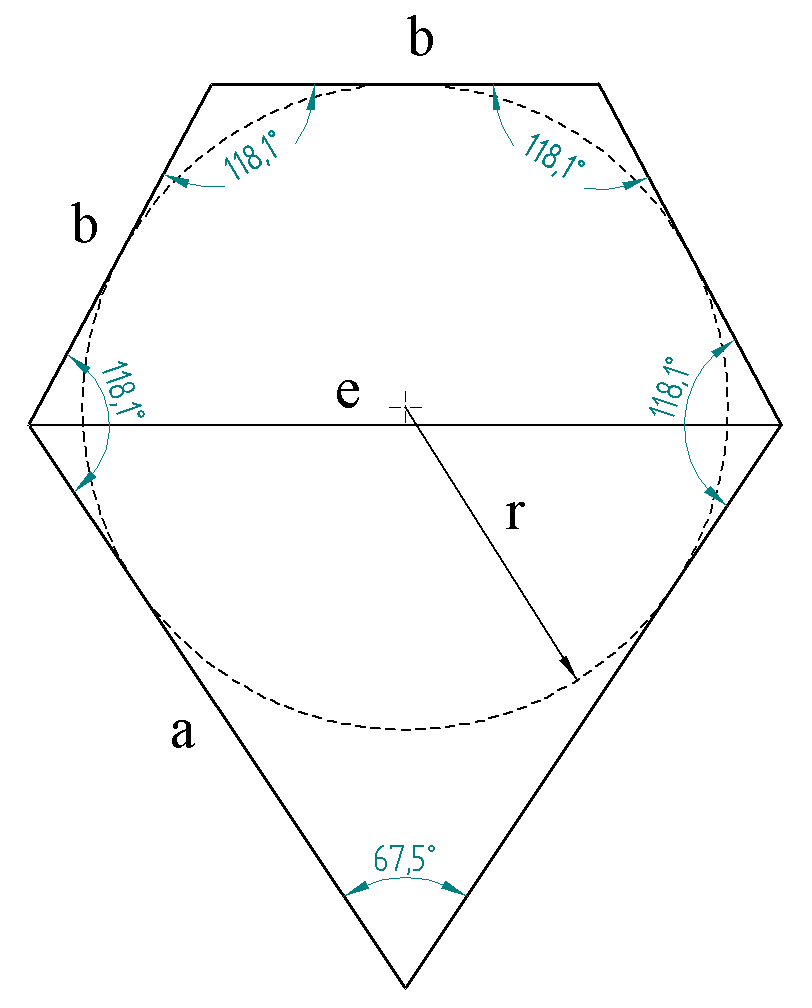
Tangentenfünfeck des Pentagonhexakontaeders

Ein Tangentenvieleck, Tangentenpolygon oder Tangenten-n-Eck ist im mathematischen Bereich der ebenen Geometrie ein besonderes Vieleck. Diese Vielecke sind charakterisiert dadurch, dass sie einen Inkreis besitzen.

## Definition
Ein Tangentenvieleck ist ein Vieleck, dessen Seiten Tangenten eines Kreises sind. Dieser Kreis wird als Inkreis bezeichnet.

## Beispiele
- Alle Dreiecke haben einen Inkreis, sind also Tangentendreiecke.
- Alle regelmäßigen Vielecke besitzen einen Inkreis und sind daher Tangentenvielecke.
- Quadrate (als regelmäßige Vierecke) und Rauten sind Tangentenvierecke.
- Tangentenfünfecke findet man zum Beispiel bei den Catalanischen Körpern, und zwar als Begrenzungsflächen des Pentagonikositetraeders sowie des Pentagonhexakontaeders.